# トマホーク (ミサイル)
トマホーク (BGM-109 Tomahawk) は、アメリカ合衆国で開発された巡航ミサイル。

## 前史
トマホークの起源には、1972年の第一次戦略兵器制限条約（SALT Ⅰ）調印に前後して行われた核兵器運搬手段に関するアメリカ海軍の研究である。
当時の国防長官メルヴィン・レアードは、SALT Ⅰによって生じる既存のICBMやSLBMが法的な制限対象となったため、この条約に制約されない核兵器運搬手段を開発することにより核戦略上の柔軟性を確保することを目論み、「海軍
に対して核弾頭を搭載した対地攻撃用の長距離巡航ミサイルの開発を命じた」。しかし、この時期、海軍はすでに対艦用の巡航ミサイルの開発に既に着手しており、予算上の競合を嫌って当初は消極的な態度であった。結局海軍は核搭載型の長距離巡航ミサイルの開発命令に従いつつ、その派生型として長射程の対艦ミサイルを取得することを企図するに至った。

## 開発

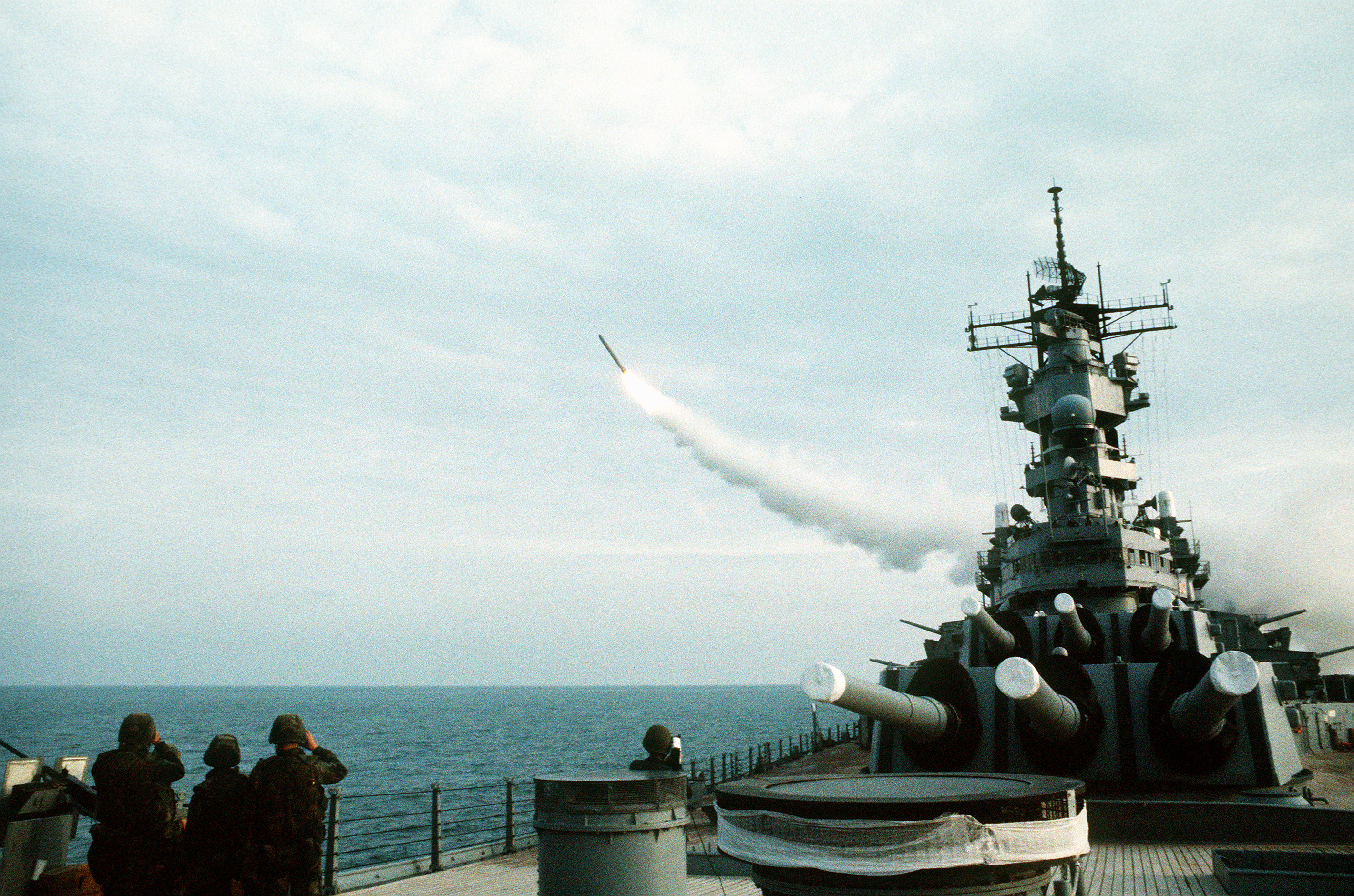
トマホークを発射する戦艦「ウィスコンシン」（湾岸戦争時）

当初検討されたのは、ポラリス・ミサイルの発射筒を用いる大型のミサイルと、潜水艦の魚雷発射管を用いる小型のミサイルとの2つの案であった。この2案から翌1972年6月に後者の採用が最終的に決定され、11月には潜水艦発射巡航ミサイル（SLCM：Submarine Launched Cruising Missile）と呼ばれるようになった、このミサイルの設計のための契約が結ばれた。
1974年から、数社の設計案が競争試作にかけられ、1976年2月、ジェネラル・ダイナミクスの設計案が採用された。また、この時までに潜水艦だけでなく水上艦艇からも発射することができるように仕様が変更されたため、SLCMとは海洋発射巡航ミサイル（Sea Launched Cruising Missile）の頭文字とされるようになった。
1977年、カーター政権下で統合巡航ミサイル計画（JCMP：Joint Cruise Missile Program）が開始され、SLCMの開発をしていたアメリカ海軍と、巡航ミサイル（AGM-86）の開発を進めていたアメリカ空軍が共通の技術基盤を用いて巡航ミサイルを開発することになった。この計画のもと、空軍のAGM-86からは巡航ミサイルのターボファンエンジンが、海軍のBGM-109からは地形等高線照合（TERCOM：Terrain Contour Matching）システムが、それぞれ共通コンポーネントとして採用された。またこの計画では、BGM-109の空中発射用の派生型AGM-109も試作され、AGM-86と実飛行を含む競争にかけられたが、空軍はAGM-86を選択したため、AGM-109の開発は中止された。
1980年3月、量産型BGM-109Aが水上艦から、同年の6月には潜水艦から、それぞれ初めて発射された。試験評価はこの後も続けられ、1983年3月、実任務に就役可能であることが宣言された。こうして、熱核弾頭を搭載した対地攻撃型BGM-109A TLAM-N（Tomahawk Land-Attack Missile-Nuclear）および通常弾頭の対水上艦型BGM-109B TASM（Tomahawk Anti Ship Missile）の2つのタイプが任務に就くに至った。これら最も初期に配備されたトマホークは、まとめてブロックⅠと呼ばれる。
以下、トマホークについて記述をすすめるが、多くのバリエーションが登場するものの、基本的に、発射環境、ミッション、誘導システムや弾頭が改正された各種の発展型の3つの軸で分類可能である（表1および表2を参照）。
| ミッション | 弾頭 | ブロック Ⅰ              | ブロック Ⅱ / ⅡA / ⅡB                                                              | ブロック番号なし 開発中止 | ブロック Ⅲ              | ブロック Ⅳ （開発中止） | タクティカル トマホーク   |
| ---------- | ---- | ----------------------- | --------------------------------------------------------------------------------- | ------------------------- | ----------------------- | ----------------------- | ------------------------- |
| 対地       | 核   | BGM/RGM/UGM-109A TLAM-N |                                                                                   |                           |                         |                         |                           |
| 対地       | 通常 |                         | BGM/RGM/UGM-109C TLAM-C （ブロック Ⅱ/ⅡA） BGM/RGM/UGM-109D TLAM-D （ブロック ⅡB） | BGM-109F                  | RGM/UGM-109C/D TLAM-C/D | RGM/UGM-109H THTP       | RGM/UGM-109E RGM/UGM-109H |
| 対水上     | 通常 | BGM/RGM/UGM-109B TASM   |                                                                                   | BGM-109E                  |                         |                         |                           |
| 汎用       | 通常 |                         |                                                                                   |                           |                         | RGM/UGM-109E TMMM       |                           |

| ミッション | 弾頭 | 地上発射型 | 空中発射型           |
| ---------- | ---- | ---------- | -------------------- |
| 地対地     | 核   | BGM-109G   |                      |
| 空対地     | 通常 |            | AGM-109 （開発中止） |

BGM-109という制式名称は、1986年にRGM-109（水上発射型）およびUGM-109（潜水艦発射型）の2つに改められた。そのため、BGM/RGM/UGMが混在することになる（1963年に原型が定められた米国防総省のミサイル命名規則によれば、同一のモデルのミサイルでも異なった目的もしくは発射手段を持つミサイルには、制式名称の先頭3ケタのローマ字を変更するものとされている）。それだけでなく、いくつかの接尾辞（xGM-109EおよびH）は全く異なるミサイルに何度も与えられているため、いっそう混乱しやすい。
そのため、以下の記述では制式名称は必要がない限り用いず、各バリエーションに与えられた（ミッションにもとづく）略字（TLAM-N、TASMなど）およびブロック名を主として用いる。

## ミッション
トマホークのミッションは対地攻撃と対水上攻撃の二つで、核弾頭か通常弾頭であるかによっても区別される。また、後述の発展型では、新しい技術を取り入れるための改正がなされているが、ミッションの基本的なプロファイルは変わっていない。

### 対地ミッション

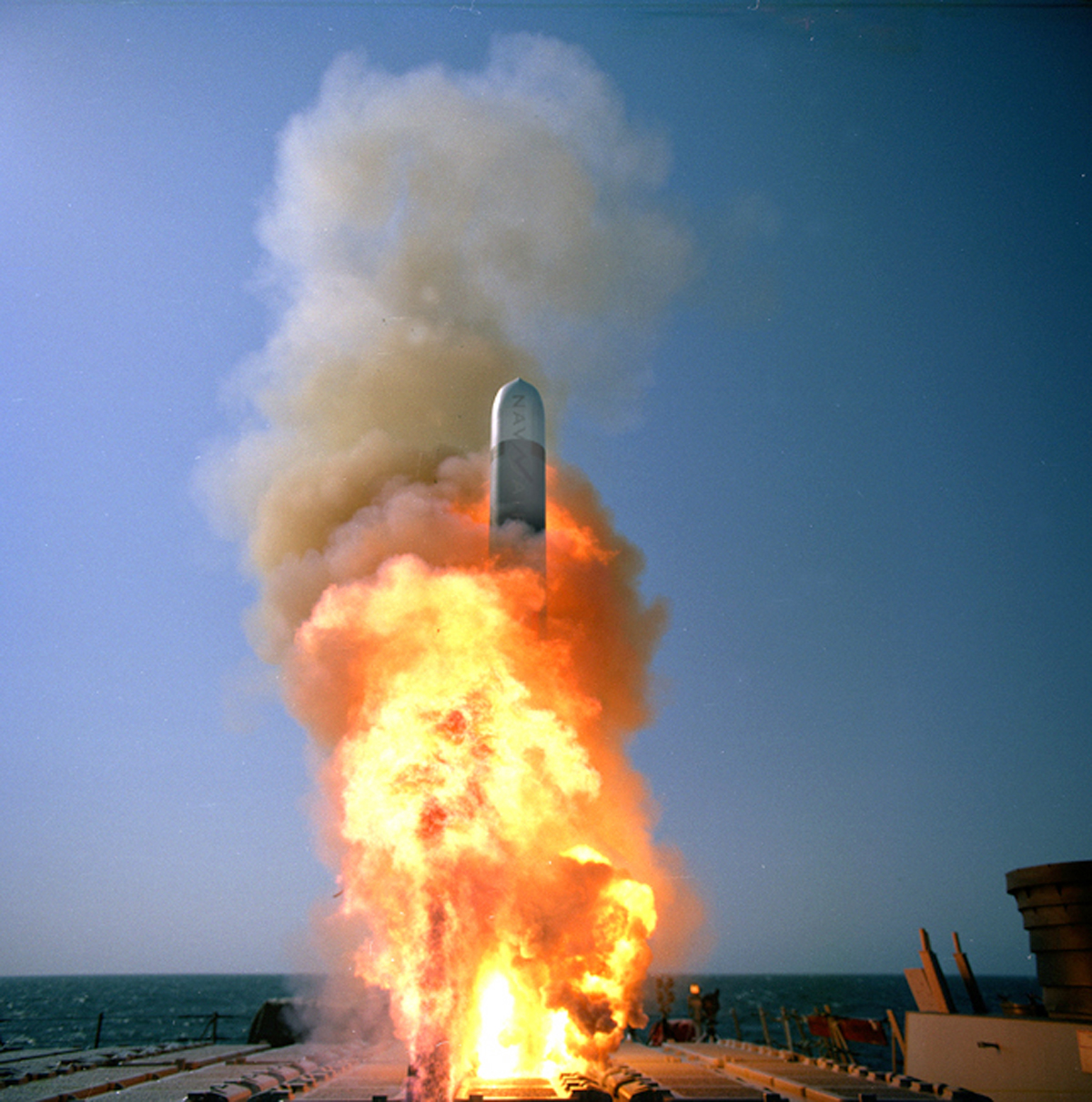
ミサイル駆逐艦「ステザム」から発射されるトマホーク

発射から中間誘導
水上艦であればMk143 装甲ボックスランチャーまたはMk41 VLSから、潜水艦であれば魚雷発射管またはVLSから射出された耐圧カプセルが水面付近に達したタイミングで、固体ロケットブースタで初期加速をされ、ターボファンエンジンで巡航する。発射にあたっては、トマホーク武器システムのサブシステムであるTWCS（トマホーク武器管制システム）が直接の発射管制を行う。また、攻撃計画は地上司令部のTMPC（戦域任務計画センター）、あるいは艦上のAPS（洋上計画システム）によって立案される。
誘導システムの中心であるTERCOMは、電波高度計から得た高度情報を、事前に入力されたレーダー地図と照合しつつ、計画された飛行経路に沿ってミサイルを飛翔させてゆく。この経路には中継点がいくつか含まれており、この地点に差し掛かる度に事前の計画に応じて高度と方位を変え、地形を利用して迎撃や探知を回避しつつ、目標へと迫ってゆく。
ただ、速度はせいぜい亜音速であり回避機動を取るわけでもないので、発見されてしまえば迎撃は比較的容易である。そのため、探知がより難しい夜間の攻撃が望ましい。
終端誘導
中間誘導までの段階では、TLAM-Nでも通常弾頭のTLAMでも違いは全くない。両者の相違が現れるのは、その最終段階である終端誘導においてにある。
TLAM-Nでは、最終段階までTERCOMのみによって誘導され、その平均誤差半径 (CEP)は80mであるが、搭載するW80 核弾頭（5-200kTの可変威力型）からすれば、これは充分な数字である。
通常弾頭のTLAMには、追加の誘導装置が加わる。この装置は、デジタル式情景照合装置（DSMAC：Digital Scene-Matching Area Correlation）と呼ばれ、電子光学センサーにより地上をスキャンし、事前に登録された情景と比較しながら進路を修正する。これら誘導システムによって得られる最終的な精度は、CEP 10mである。

### 対水上ミッション
発射から命中まで
TASMの発射から巡航までの手順はTLAMのそれと変わらない。大きく異なるのは、誘導装置である。TASMには、ハープーン 対艦ミサイルの誘導システムの主要部分を流用したものが搭載されている。
敵艦のおおまかな方位を向けて発射されたTASMは、目標の推定位置が近づくと、捜索パターンを描きながら、目標からの電波放射を捕捉するパッシブ方式と自身のレーダーによるアクティブ捜索方式とを併用して捜索をはじめる。
一度敵艦を発見すると、TASMは海面近くを飛行し（シースキミング）、目標の側面もしくは上面から突入する。
対水上ミッションの必要性
TASMはすでに退役している。ハープーンと比べると、TASMは射程でも弾頭量でも優れているが価格が高いという欠点があった。1990年代初めの時点で1発あたり、トマホークは143万ドル、ハープーンは112万ドルの差があったため、ハープーンでは届かないほど遠方かつ重要な水上目標に対して使用しなければコストに見合わない。しかし、このような「トマホークにふさわしい目標」は、捜索すること自体が難しいため、TASMは「使いにくい」ミサイルと見なされたのである。しかし、新型ブロックⅣでは再び対艦攻撃能力が追加されており、海軍のピート・ファンタ少将は海軍が新型の対艦ミサイルを製造するのかという質問に対して、「トマホークに対艦能力を持たせる必要性を我々はまだ感じており、以前はトマホークの射程にセンサーが追いつかなかったため計画中止となったが、現在は解決されている」と述べている。

## 発展型
以下のバリエーションは、特筆しない限り海洋発射型である。

### ブロック Ⅰ
対地核攻撃型のTLAM-N、BGM-109G Gryphon（地上発射型）、対艦攻撃型のTASMの3つのバリエーションがある。

#### TLAM-N
TLAM-Nは、1984年に実戦配備されたトマホークの対地核攻撃型である。W80核弾頭を搭載し最大2,500kmの飛行が可能。ミサイルはTERCOM（地形等高線照合装置）とINS（慣性航法）により誘導され、命中精度はCEP80mと推定される。
アメリカ海軍は当初758発を購入予定だったが、最終的には367発しか生産されなかった。1991年、ジョージ・H・W・ブッシュ大統領は中距離核戦力全廃条約に基づきTLAM-Nを海軍艦艇及び潜水艦から撤去することを発表。2010年、バラク・オバマ政権は核態勢の見直し（NPR: Nuclear Posture Review）で予備役保管の状態にあったTLAM-Nの廃止を決定し、2013年に廃棄された。
本型と後述するBGM-109 Gryphonの退役に伴いトマホークは核運用能力を喪失した。

#### TASM
TASMは、トマホークの対艦攻撃型である。ミサイルはTERCOMではなくアクティブ・レーダー・ホーミングにより誘導され、他のトマホーク通常型と同様に454kg の通常弾頭を搭載可能だが射程は 460 kmと短い。敏捷性で知られ、シースキミングやポップアップなど様々な飛行パターンが可能。
1994年、TASMは退役しブロック Ⅳにアップグレードされた。これにより、トマホークのミッションは対地攻撃に限定されることになった。

#### BGM-109G Gryphon
BGM-109 Gryphon及び 地上発射型巡航ミサイル（GLCM:Ground Launched Cruise Missile） は、W84核弾頭（10〜50kT）を搭載した陸上発射・対地攻撃型である。1970年代前半に開発が始まり、1984年に運用が開始された。ミサイルはTERCOMとINFにより誘導され、最大射程は2,500km、巡航速度は約800kmに達する。
米国は322発のミサイルを95基の4連装TELに搭載し西ヨーロッパに配備した。しかしINF 条約に基づき、TLAM-Nと同様に1991年までに、展示保管用の8基を除いて全て廃棄された。

### ブロック Ⅱ
1970年代後半、アメリカ海軍はより命中精度の高い巡航ミサイルを要求し、TAM-CとTLAM-Dの2つのバージョンが開発された。

#### TLAM-C
TLAM-Cは454kgの通常弾頭を搭載し、海軍基地や飛行場といった大型の目標を破壊することを目的とした通常型である。1986年に実戦配備された。艦船発射で1,300km、潜水艦発射で925kmの射程を持つ。誘導方式としてTERCOM、INFに加えDSMAC（デジタル式情景照合装置）が追加され、命中精度はCEP10m以下と飛躍的に向上している。
公式記録では湾岸戦争で27発のTLAM-Dを含む300発以上のブロックIIが発射され、85％の命中率を達成した。

#### TLAM-D
TLAM-Dは166個のクラスター爆弾を搭載し、兵士、非装甲車両、露天駐機中の航空機など、脆弱な目標を攻撃することを目的とした型である。1988年に実戦配備された。TLAM-Cと同じ射程、誘導方式、精度を持つ。TLAM-Dは当初、166個の小型徹甲弾、破片、焼夷弾からなる複合効果クラスター弾頭(CEB:Combined Effects Bomblets)を搭載していた。しかし、現在ではCEB弾頭は使用されておらず、断片化ユニット弾頭に置き換えられている。TLAM-Dは3つの終末飛行軌道を持ち、目標に対して水平に突入する水平攻撃、目標直前に上昇（ポップアップ）し真上から垂直に突入する最終降下、目標上空で弾頭を爆破し爆風と破片により目標を破壊する事前プログラム爆発軌道での攻撃が可能。

### ブロック Ⅲ
ブロック Ⅱの機能を向上させたTAM-CとTLAM-Dの2つのバージョンが開発された。両型の役割はブロック Ⅱと同じである。残存するブロック Ⅱの全ては定期点検の機会を利用してブロック Ⅲにアップグレードされた。誘導方式として GPSを追加、DSMACを更新し命中精度が向上したほか、GPSのみで誘導する場合の飛行ルート計画に必要な時間を80時間から1時間に短縮し、運用面での柔軟性が向上した。また、新しいターボファンエンジンの搭載により、燃費を3％削減しながら、推力を20％向上させた。

#### TLAM-C
より小型で同じ威力をもつ318kgの通常弾頭を搭載し、弾頭の小型化により空いたスペースに燃料105kgを追加搭載したことで射程が1,600kmと大幅に延長している。

#### TLAM-D
ブロック Ⅱと同じ複合効果クラスター弾頭を搭載しており、射程もブロック Ⅱと変わらない。

### ブロック IV（Tactical Tomahawk）
ブロック Ⅳ TLAM-Eは、現在アメリカ海軍で主力の発展型である。2006年に実戦配備された。
1994年、ヒューズ・エアクラフト（現レイセオン）社は、ブロック Ⅲのアップグレードの開発に着手。水上および地上の全ての目標に対応するTMMEと防護強化された目標に対応するTHTPの2つの型を計画するが、コストが高額であることが判明し1996年に中止された。1998年、新たな開発に着手。中止された計画の反省として、ミサイルは生産段階におけるコストを削減し、ブロック Ⅲの半分のコストで調達することが目指された。
そのためミサイルの軽量化と、より安価なターボジェットエンジンへの換装が行われた。残存する他のバリエーションはブロック Ⅳにアップグレードされた。軽量化に伴う構造強度の低下により、潜水艦発射型は魚雷発射管からの発射ができなくなり、VLSから発射されることになった。2007年、魚雷発射管より発射できるタイプもテストされ、イギリス海軍はこれを導入し、トラファルガー級原子力潜水艦やアスチュート級原子力潜水艦で運用されている。ブロック Ⅳは衛星通信システムを搭載し、衛星通信を介したデータリンクで飛行中に事前に登録された最大15の座標、又はGPSで指示される新たな座標に目標を変更すること、ミサイルの前方監視カメラ映像を送信しリアルタイムで爆撃損害評価をすること等を可能とした。射程は 900 海里または 1,600 km で、1,000 ポンドの単体弾頭を搭載している。

### ブロック Ⅴ
ブロック Ⅴは、トマホークシリーズの最新発展型である。ブロック Ⅳの機能向上型であるブロック Ⅴ、対地・対艦攻撃兼用であるⅤa、能力を強化した対地型のⅤbの3つのバリエーションがある。
海軍力を著しく増強し、接近阻止・領域拒否（A2/AD）に対応した長距離対艦ミサイルの開発に取り組んでいる中国人民解放軍海軍を念頭に置いた水上艦艇攻撃力強化の一環として開発が行われ、ブロック Ⅴは2021年にアメリカ海軍に納入された。全てのブロック Ⅳはブロック Ⅴにアップグレードされるが、残存するブロック Ⅲは撤去される予定である。

#### ブロック Ⅴ
更新された航法/衛星通信システム、対妨害機能を強化したGPSを備え命中精度が向上したほか、データリンクも強化された。

#### ブロック Ⅴa(MST:Maritime Strike Tomahawk)
海上を航行する移動目標・艦艇を攻撃することを目的とした対艦攻撃型である（Vb形との相違は弾頭のみで、実質的には対地・対艦兼用型とも）。アメリカ海軍では2021年に量産発注が行われた。日本でも2023年に導入予定。

#### ブロック Ⅴb
統合多重効果弾頭システム（JMEWS:Joint Multiple Effects Warhead System)を搭載し、防護壁等で防護された施設を貫通し破壊することを目的とした対地型である。2023年に導入予定。JMEWSはトマホークBlock IVを対地攻撃に使うため開発された貫徹力の強い弾頭を装備したもので、先端部分がコンクリートなどの遮蔽物を貫通し、目標内部で多数の子爆弾が爆発する。

## 発展型（計画中止）
トマホークには、ここまで述べてきた型だけでなく、開発段階で計画中止となったため実戦配備されていないものも存在する。

### BGM-109E/F（不採用）
BGM-109E/Fは、1980年代中頃に提案されたが採用されなかったプランである。BGM-109EはTASMの改良型、BGM-109Fは飛行場の攻撃に特化した型であった。

### 空中発射型 AGM-109 MRASM（開発中止）

#### 概要
空中発射型は中距離空対地ミサイル（MRASM：Medium-Range Air-to-Surface Missile）と呼ばれ、1970年代の海軍・空軍共同の巡航ミサイル開発計画（JCMP）のなかで開発が進められたが、最終的に中止となった。海軍・空軍のそれぞれ向けに、以下のようなバリエーションが考えられていた。

#### 海軍用バリエーション
海軍用バリエーションは、航空母艦の弾薬エレベーターのサイズと搭載母機（A-6が予定されていた）の制約から、空軍向けのものにくらべて全長が短く、軽量だった。
AGM-109C
ブロック Ⅱ / ⅡAと同じ通常型弾頭による地上攻撃型。
AGM-109J
上記の廉価版または子爆弾搭載型。

AGM-109I
対地と対水上の兼用型。低価格版のTERCOMおよび赤外線イメージング方式による終端誘導のテストを行った（非公式）。
AGM-109L
廉価な通常型弾頭を搭載。

#### 空軍用バリエーション
AGM-109H TAAM（Tactical Air-Field Missile）
飛行場攻撃用。子爆弾搭載型。
AGM-109K
赤外線イメージング方式誘導型。

### LCMS-Fasthawk-(開発中止)

#### 概要
LCMSは、ローコストミサイルシステム（Low Cost Missile System）の略であり、1993年3月にボーイングが、アメリカ海軍と契約し開発を開始したものである。このプログラムは低コストの先端技術実証のデモンストレーターを開発することが目的であり、この開発ミサイルはファストホーク（Fasthawk）とも呼ばれた。
ファストホークの呼ばれ方からも見て取れるように、海軍はこれを現在使用しているトマホークの代替用ミサイルとして開発を進めていた。だが、トマホークを原型に開発されたものではなく、推進機関にはラムジェットエンジンを使用、ミサイル本体はフィンレスボディで作成され、後部のラムジェットエンジン部分を自由に曲げられることで、噴射方向を変えることができるという現在のロケット、ミサイルで使用されている推力偏向制御（TVC）の先駆けともいえる技術が採用されている。
しかし、LCMSは他の計画との選考の結果などの理由から、1999年に開発終了となった。

#### 要求されていたスペック
- 飛行速度：M4
- 射程：700海里(約1300km)以上
- ペイロード：700ポンド(約320kg)

## 要目一覧

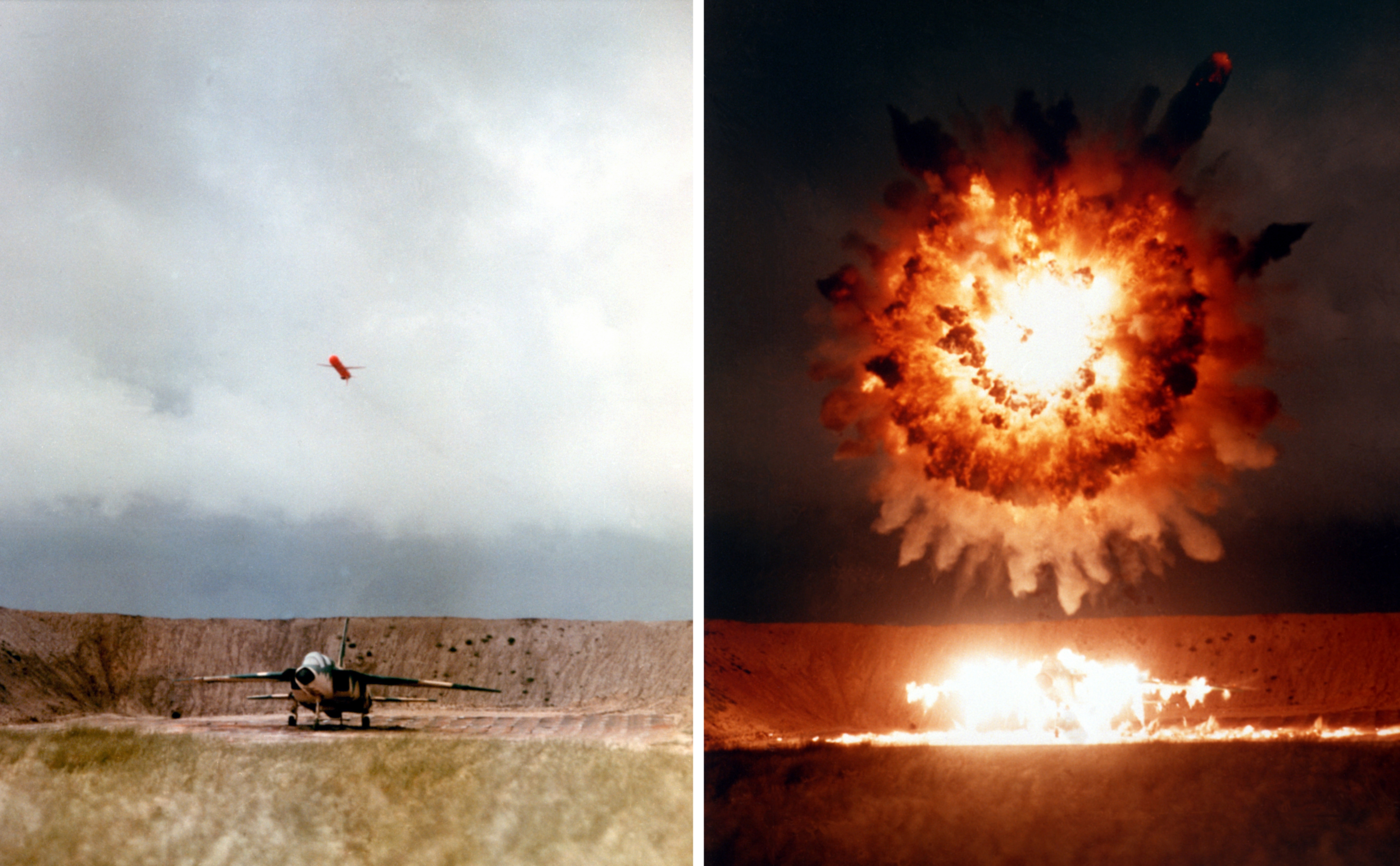
トマホークミサイルによる曳火攻撃の様子。1986年撮影

以下の要目は実際に配備されたもののみを取り上げる。なお、いずれのタイプでも、本体サイズおよびロケットブースターは共通である。
- 本体
  - 全長（ブースター除く）：5.56m
  - 翼幅：2.67m
  - 直径：0.52m
  - 速度：880km/h
  - エンジン：ウィリアムズ F107-WR-400（ブロック Ⅱまで）/ウィリアムズ F107-WR-402（ブロック Ⅲ）/ウィリアムズ F415-WR-400/402（タクティカル・トマホーク）
- ブースター部分
  - 型式：アトランティック・リサーチ Mk106 固体推進ロケット
  - 全長：0.69m
  - 直径：0.52m
  - 重量：270kg

| 型式                                    | 重量    | 射程                                        | 弾頭                      | 誘導方式                                                       |
| --------------------------------------- | ------- | ------------------------------------------- | ------------------------- | -------------------------------------------------------------- |
| RGM/UGM-109A TLAM-N                     | 1,180kg | 2,500km                                     | 可変威力型熱核（5-200kT） | 慣性、TERCOM                                                   |
| RGM/UGM-109B TASM                       | 1,180kg | 460km                                       | 通常単弾頭（454kg）       | 慣性、アクティブレーダー、PF/DF（電波受聴・方位探索）          |
| RGM/UGM-109C TLAM-C                     | 1,310kg | 1,250km（ブロック Ⅱ） 1,650km（ブロック Ⅲ） | 通常単弾頭（454kg）       | 慣性、TERCOM、DSMAC （ブロック ⅢはDSMACを新型に更新、GPS追加） |
| RGM/UGM-109D TLAM-D                     | 1,220kg | 1,250km                                     | 子爆弾×166個              | 慣性、TERCOM、DSMAC （ブロック ⅢはDSMACを新型に更新、GPS追加） |
| RGM/UGM-109E/H タクティカル・トマホーク |         | 3,000km                                     |                           | 慣性、TERCOM、DSMAC2A、GPS、前方監視カメラ、衛星リンク         |

## 運用史

### アメリカ合衆国

#### 空軍
空軍はトマホークの地上発射型であり、長距離核攻撃バージョンであるBGM-109Gグリフォンを運用していた。中距離核戦力全廃条約(INF全廃条約)締結に伴い、1991年までに全て廃棄された。

#### 陸軍
陸軍は、トマホーク巡航ミサイルとSM-6艦対空ミサイル改造の攻撃型の2種類のミサイルを発射可能な中距離ミサイルシステム「MRCタイフォン」を2023年後半までに配備する予定である。

#### 海軍
- 1991年の湾岸戦争で、潜水艦から12発、水上艦から276発、計288発のトマホークが発射された[21]。1991年1月17日にスプルーアンス級駆逐艦「ポール・F・フォスター」 が最初のミサイルを発射、その後ロサンゼルス級原子力潜水艦「ピッツバーグ」と「ルイビル」が続いた[22][23]。
- 1993年1月17日、イラクが国連の軍縮査察団への協力を拒否したことを受け、バグダッド郊外の核関連施設ザーファラニエ工場に向けて46発のトマホークを発射した。1発のミサイルがアル・ラシード・ホテル付近に着弾し、民間人2名が死亡した[24]。

- 1993年6月26日、23発のトマホークをイラクの情報機関本部に向けて発射した[24]。
- 1995年9月10日、デリバリット・フォース作戦で、ミサイル巡洋艦「ノルマンディー」からセルビアの重要な防空無線中継塔に対して、アドリア海から13発のトマホークを発射した[25]。
- 1996年9月3日、イラク南部の防空システムの目標に向けて、艦載機からUGM-109が、B-52からAGM-86が計44発発射された。
- 1998年8月20日、アルカイダによるアメリカ大使館爆破事件への報復として、アフガニスタンとスーダンの2つの標的にトマホーク79発を同時発射した[26]。
- 1998年12月16日、砂漠の狐作戦で、イラクの主要な標的に325発のトマホークを発射した[27]。
- 1999年のNATOによるユーゴスラビア爆撃（アライド・フォース作戦）で、ユーゴスラビアの目標に対して、アメリカ海軍艦とイギリスの潜水艦スプレンディッドから218発のトマホークを発射した[28]。
- 2001年10月、不朽の自由作戦の開始時刻に、約50発のトマホークでアフガニスタンの標的を攻撃した[29][30]。
- 2003年のイラク侵攻で、802発以上のトマホークをイラクの主要な標的に向けて発射した[31]。
- 2008年3月3日、ドブリー空爆で、アルカイダ過激派の サレハ・アリ・サレハ・ナバ （英語版）殺害を目的として、アメリカ海軍艦からトマホーク2発をソマリアの目標に発射した[32][33]。
- 2009年12月17日、イエメンの標的にトマホーク2発を発射した[34]。 TLAM-D1発はイエメンアビヤン県のアルカイダの訓練キャンプに着弾した。アムネスティ・インターナショナルは、この攻撃で民間人41人（子ども21人、女性14人、男性6人）を含む55人が死亡したと報告した。当初アメリカとイエメン政府は関与を明らかにしなかったが、のちに公開されたアメリカの外交文書では、ミサイルが米国海軍の艦船によって発射されたことが確認されている[35]。
- 2011年3月19日には、リビアトリポリとミスラタ周辺の少なくとも20の標的に対して、アメリカ軍とイギリス軍によって124発のトマホーク（アメリカ112発、イギリス12発）が発射された[36][37] [38] 。 2011年3月22日の時点で、リビアの標的に対して米英艦からUGM-109が159発発射されている[39]。
- 2014年9月23日、紅海とペルシャ湾の国際水域で活動していた「アーレイ・バーク」と「 フィリピン・シー」から、シリアのISILの標的に対して、ISKP（イスラム国ホラサン州）の標的に対して米国が47発のトマホークを発射した[40]。
- 2016年10月12日駆逐艦「メイソン」に向けて対艦ミサイルが発射されたことの報復として、同日、駆逐艦「ニッツェ」からイエメンのフーシ派支配地域にある3つのレーダーサイトに向けて、5発のトマホークを発射した[41][42]。
- 2017年4月6日、ミサイル駆逐艦「ロス」と「ポーター」から59発のトマホーク発射され、シリアホムス県にあるシェイラート空軍基地を標的とした。この攻撃は、シリアのバッシャール・アル・アサド大統領が行ったカーン・シェイクン化学兵器攻撃に対する措置である。
- 2018年4月13日、アメリカはシリアダマスカスとホムス付近の化学兵器関連施設に66発のトマホーク巡航ミサイルを発射した[43]。これらの攻撃はドゥーマへの化学攻撃の疑いに対する報復として行われた。米国国防総省は、シリアが40発以上の地対空ミサイルを発射したが、どの目標にも命中せず、ロシアの防空システムは稼働しなかったとした[44]。 ロシア軍は、シリアが米英仏が発射した103発のミサイルのうち71発を撃墜したと述べたが、その主張を裏付ける証拠は示されていない[45]。
- 2024年1月12日、イエメン近海に配備されていたタイコンデロガ級ミサイル巡洋艦「フィリピン・シー」およびアーレイ・バーク級ミサイル駆逐艦「グレーヴリー」、「メイソン」、「ラブーン」、オハイオ級原子力潜水艦「フロリダ」が、トマホークによる攻撃を行った。また1月13日、アメリカ軍はフーシ派が所有しているレーダーサイトへアーレイ・バーク級ミサイル駆逐艦「カーニー」がトマホークを発射し、追加攻撃を実施した。攻撃は成功し、レーダーサイトを破壊したと発表した[46][47]。

| トマホークの発射数                 | トマホークの発射数       | トマホークの発射数 | トマホークの発射数 |
| 戦争・作戦                         | 対象国（アメリカの敵国） | 年月               | 発射数             |
| ---------------------------------- | ------------------------ | ------------------ | ------------------ |
| 湾岸戦争                           | イラク                   | 1991/01/17         | 288発              |
| 1993年1月イラク攻撃                | イラク                   | 1993/01/17         | 46発               |
| 1993年6月イラク攻撃                | イラク                   | 1993/06/26         | 23発               |
| ボスニア空爆                       | ユーゴスラビア           | 1995/09/10         | 13発               |
| 1996年イラク攻撃                   | イラク                   | 1996/09/03         | 44発               |
| 1998年アフガニスタン・スーダン攻撃 | アフガニスタン スーダン  | 1998/08/20         | 79発               |
| 砂漠の狐作戦                       | イラク                   | 1998/12/16         | 325発              |
| アライド・フォース作戦             | ユーゴスラビア           | 1999/03/24         | 218発              |
| アメリカのアフガニスタン侵攻       | アフガニスタン           | 2001/10/07         | 50発               |
| 2003年イラク攻撃                   | イラク                   | 2003/03/20         | 802発              |
| ソマリア介入                       | イスラム法廷会議         | 2008/03/03         | 2発                |
| イエメン内戦                       | アルカーイダ             | 2009/12/17         | 2発                |
| 2011年リビア内戦                   | リビア                   | 2011/03/19         | 124発              |
| 生来の決意作戦                     | ISIL                     | 2014/09/23         | 47発               |
| イエメン内戦                       | フーシ                   | 2016/10/13         | 5発                |
| シャイラト空軍基地攻撃             | シリア                   | 2017/04/06         | 59発               |
| 2018年シリア攻撃                   | シリア                   | 2018/04/13         | 66発               |
| 2024年のイエメンへのミサイル攻撃   | フーシ                   | 2024/01/12         | 103発              |

潜水艦の魚雷発射管から発射可能という制約のもと開発されたことで、トマホークは極めてコンパクトなサイズとなり、アメリカ海軍の水上戦闘艦のかなりの部分と、スタージョン級以後のすべての攻撃型原子力潜水艦に搭載されるようになるほど普及した。また、湾岸戦争で初めて使用されて以降、シリア内戦やウクライナ戦争までの間は、世界においても、大国によって大量に使用され、かつ実戦経験のある巡航ミサイルの存在としてはほぼ希少であり、巡航ミサイルの代名詞的存在であった。

### イギリス
1995年、アメリカ政府はイギリス海軍の核攻撃潜水艦のために65発のトマホークをイギリスに輸出することに同意した。最初のミサイルは1998年11月に取得され、イギリス海軍の潜水艦から試験発射が行われた。アスチュート級原子力潜水艦を含むすべてのイギリス海軍の潜水艦はトマホークの発射能力が付与された。
1999年のコソボ紛争では、スウィフトショア級攻撃原潜「スプレンディッド」が、イギリスの潜水艦として初めて実戦においてトマホークを発射した。
2004年4月、イギリスとアメリカ両政府は、イギリスがブロック Ⅳ（タクティカル・トマホーク）を64発購入することで合意した。2008年3月27日、当初の予定より3ヶ月早く運用を開始した。さらに2014年7月、アメリカ政府は追加となるブッロクⅣを65発イギリスに売却することを承認した。
2022年6月、イギリスはアメリカ政府と2億6500万ポンドの契約を締結し、トマホークミサイルをブロックⅤに改修すると発表。改修開始は2024年を予定している。

### カナダ
2020年にカナダ海軍が発表したインフォグラフィックによると、計画中のフリゲート（CSC計画艦）にトマホークミサイルを搭載する予定である。

### オーストラリア
2021年9月、オーストラリアのモリソン首相は、オーストラリアがホバート級駆逐艦に搭載するためトマホークを購入することを発表した。2023年3月、米国国務省は、推定8億9,500万ドル相当の最大200発のブロックVと最大20発のブロックIVをオーストラリアに売却することを承認した。2024年12月10日、ホバート級駆逐艦ブリスベンが初の実射試験に成功し、オーストラリアはトマホークを導入・実射した世界で3番目の国となった。

### オランダ
2022年、オランダ海軍は長距離精密打撃能力の取得計画を発表し、能力を付与する艦艇として デ・ゼーヴェン・プロヴィンシェン級フリゲート とワルラス級潜水艦を挙げた。ミサイルの種類は公表されなかったが、両艦ともにアメリカのミサイル発射システムを装備していることからトマホークが有力とされた。2023年4月、オランダ国防省はトマホークミサイルの調達を発表した。2025年3月、フリゲート「デ・ロイテル」がオランダ軍艦で初の実射試験に成功した。一方、潜水艦搭載型については魚雷発射管から発射するタイプの生産が終了しているため、計画を断念する見込みと報じられている。

### 日本のトマホーク導入

#### トマホークの導入をめぐる議論
2004年の16大綱『中期防衛力整備計画 (2005)』策定時に、海上自衛隊は先制攻撃のためにトマホークの取得を要求していたほか、新大綱策定のために防衛庁に設置された「防衛力の在り方検討会議」でまとめられた論点整理において、弾道ミサイルに対処するための敵基地攻撃について「引き続き米軍に委ねつつ、日本も侵略事態の未然防止のため、能力の保有を検討する」として、ハープーン ブロックIIや軽空母と共に、トマホークの導入が検討対象に入っていた。
2013年、日本政府は25大綱『中期防衛力整備計画 (2014)』に敵基地攻撃能力を含む「弾道ミサイル発射手段等に対する対応能力」の検討が盛り込まれたことを受けてアメリカ政府にトマホークの購入を非公式に打診したが、アメリカ政府から「売却しない」との方針が伝えられ実現しなかった。2022年10月28日付けの読売新聞によれば、当時のオバマ政権は中国や韓国の反発への懸念や、日本の機密情報の保全に対して不信感があったため、日本へのトマホークの販売に難色を示したとされる。
2020年10月13日、自由民主党国防議員連盟は「敵基地反撃能力（ミサイル阻止能力）のアセット」をテーマに勉強会を実施し、村川豊元海上幕僚長からヒアリングを行った。村川元海幕長は「現状、5年以内の脅威としてとらえるならば、現在保有している装備品を活用すべきであり、トマホークの導入が有効であると考える」と発言し、「イージス艦等に発射装置を付加すれば使用可能であり、呉からなら北京、佐世保からであれば、更に南の広域までを射程範囲とすることができる。発射装置のVLSは弾の充填状況を外見から判断できないため、どこにどれだけ充填しているか知られることはない。大量の武器を運ぶことが可能であり、遠くから攻撃できる艦艇をミサイルプラットフォームとして敵基地攻撃能力を有することは実現可能で合理的な選択である」と提言していた。また、同年10月16日には杉本正彦元海上幕僚長からもヒアリングを行っており、杉本元海幕長も村川元海幕長と同様に「VLSとトマホークによって、抑止力を向上させることが重要である」としていた。

#### トマホークの導入決定
2022年10月28日付けの産経新聞は、日本政府は反撃能力として使用することも念頭に開発を進めている国産の「12式地対艦誘導弾能力向上型」の運用開始が前倒しを図っても2026年度（令和8年度）以降となることから、トマホークの導入を検討し、アメリカ政府に打診したと報じた。中国の台頭など以前とは情勢が異なることから、アメリカ政府は日本の反撃能力保有に理解を示しているため、実現する可能性があるとしている。また、同日付けの朝日新聞によれば、防衛省は国産ミサイルの長射程化を進めているが、本格的に運用を始めるまで時間がかかると判断し、実績のあるトマホークの導入に動いたとされ、トマホークが搭載できるように海上自衛隊のイージス艦の改修を検討していると報じている。ほか、同日付けの読売新聞は、トマホークの導入は2022年8月に就任した浜田靖一防衛相が決断してアメリカ側との交渉を進め、アメリカ国防総省は同盟国との協力などで抑止力を高める「統合抑止」を重視する立場からおおむね了承し、アメリカ政府内で最終調整が行われている段階であり、日本政府は海上自衛隊のイージス艦の迎撃ミサイル用の垂直発射装置を改修してトマホークを搭載することを想定していると報じている。同新聞によれば、アメリカ政府が日本へのトマホークの売却に前向きな姿勢を見せているのは、安全保障関連法や特定秘密保護法などの制定により日本へのアメリカ政府の信頼度が高まったことや、バイデン政権が日本の打撃力向上に期待を寄せていることが挙げられている。
2022年10月29日付けの読売新聞は、日本政府は長射程ミサイルを発射可能な潜水艦の保有に向け、技術的課題を検証する「実験艦」を新造する方向で調整に入ったと報じた。次期防衛大綱に開発方針を盛り込む方針であり、実験艦は2024年度に設計に着手し、数年かけて建造する計画だとされる。トマホークの搭載を視野に入れており、ミサイル発射方式は、胴体からの垂直発射と、魚雷発射管からの水平方向への発射の両案を検討する。地上目標を攻撃可能な長射程ミサイルの発射機材は車両や水上艦、航空機を念頭に置いていたが、相手に反撃を警戒させ、抑止力を高めるには、より秘匿性の高い潜水艦を選択肢に加える必要があると判断したとされ、実験艦での試験後、10年以内に実用艦の導入を最終判断するという。
2022年12月16日に閣議決定された防衛力整備計画において、トマホークの導入は「米国製のトマホークを始めとする外国製スタンド・オフ・ミサイルの着実な導入を実施・継続する」と明記されたほか、新聞報道にあった長射程ミサイルを発射可能な潜水艦の保有も「スタンド・オフ・ミサイルの運用能力向上を目的として、潜水艦に搭載可能な垂直ミサイル発射システム（VLS）、輸送機搭載システム等を開発・整備する」「水中優勢獲得のための能力強化として、潜水艦（SS）に垂直ミサイル発射システム（VLS）を搭載し、スタンド・オフ・ミサイルを搭載可能とする垂直発射型ミサイル搭載潜水艦の取得を目指し開発する」と明記された。その後、防衛装備庁は2023年3月13日に「潜水艦用垂直誘導弾発射システムに関する技術検討役務」を公告した。
2023年10月5日、事前の予定より一年前倒しでトマホークの調達を行うことで日米防衛相が一致した。最新鋭のトマホークを計400発導入予定だったが、このうち200発を既に米軍が運用している従来型に変更し、配備を早める。性能はほぼ同等で、十分な機能を有していると判断した。
2023年11月17日、米国政府は日本へのトマホーク売却を承認し、議会に通知した。400発のトマホーク・ミサイル、14基の戦術トマホーク・ウェポン・コントロール・システム、サポート機器などが含まれる。2024年1月18日、防衛省はアメリカ政府とトマホーク購入契約を締結した。ミサイル取得費が1694億円、イージス艦に搭載する関連機材費が847億円であり、2025年度から27年度にかけて順次納入される。
海上自衛隊元潜水艦隊司令官の小林正男元海将は潜水艦からの巡航ミサイル発射方式について、魚雷管発射方式では万が一敵潜水艦等が出現した場合に備えて反撃用の魚雷を2発、最低でも1発は保有しておく必要があるため、発射できる巡航ミサイルの弾数は4発か5発に限定される。通常弾頭でこの弾数ではあまりにも少ないため複数回の発射が必要となるが、巡航ミサイル発射の際に魚雷発射管から海水を排水して次の巡航ミサイルを装填するのに相当の時間がかかることや、敵の対潜哨戒機等により再度の巡航ミサイル発射時の炎や大量の煙を探知される危険があると指摘し、魚雷管発射方式に否定的である。そのため小林元海将は垂直発射管方式を推しており、潜水艦に巡航ミサイルを同時に6発程度格納できる大型垂直発射管を3基か4基装備して、ある程度有効な数の巡航ミサイル（18発から24発）を同時に発射すれば、速やかに現場海域を離れることが可能であると指摘している。また、垂直発射管であれば射程や速力などに新たな要求が生じて搭載ミサイルのサイズが拡大しても、サイズ変更に対応可能であるとしている。

## 運用国

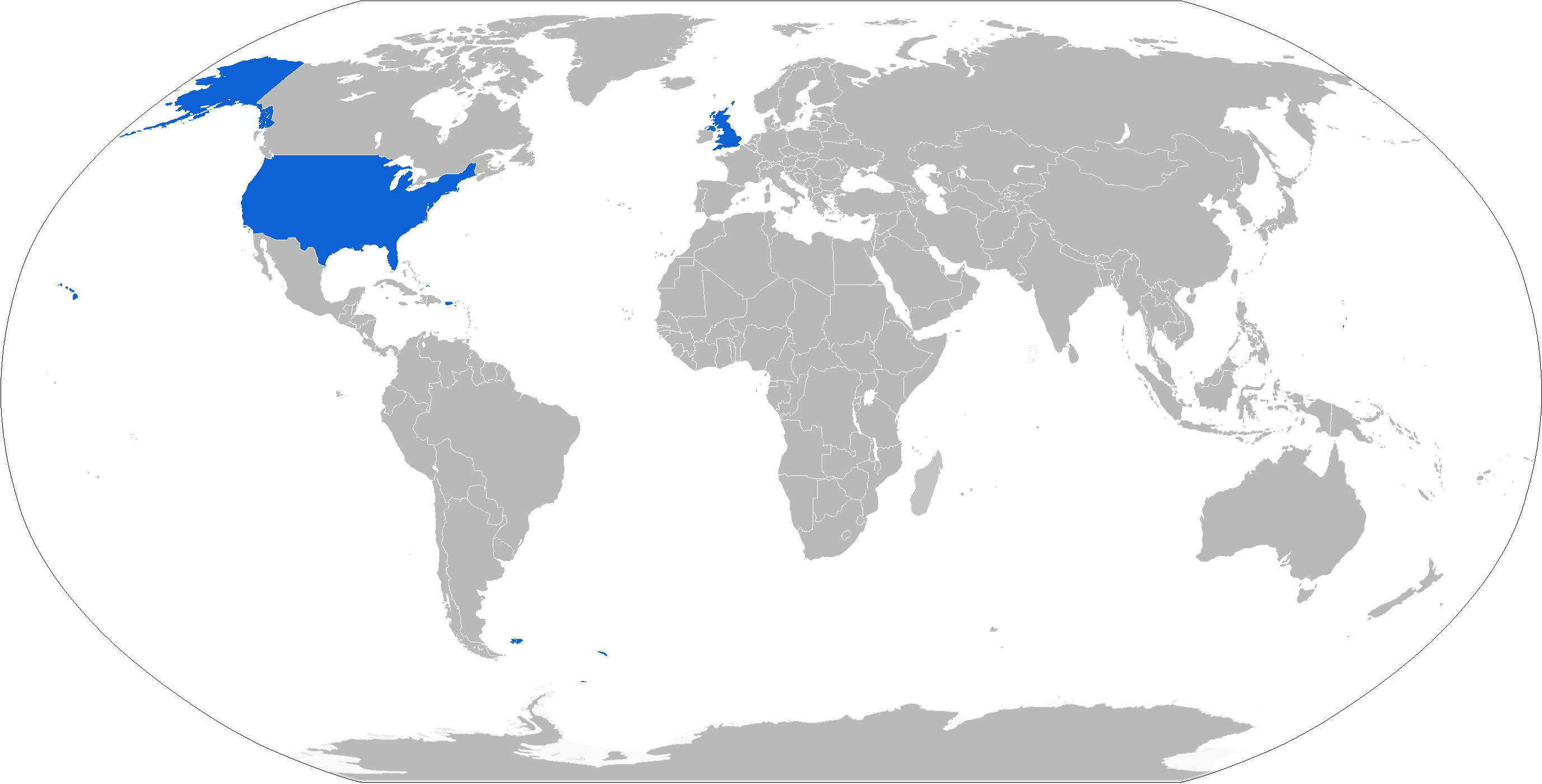
トマホークの運用国

### 現在の運用国
アメリカ合衆国
- アメリカ陸軍
- アメリカ海軍
- アメリカ海兵隊

 イギリス
- イギリス海軍

### 調達予定国
オーストラリア
- オーストラリア海軍

 日本
- 海上自衛隊

 オランダ
- オランダ海軍

### 採用検討国
カナダ
- カナダ海軍

## 登場作品

### 映画
『シン・ゴジラ』
終盤の「ヤシオリ作戦」を支援する架空のアーレイ・バーク級ミサイル駆逐艦「ヒューイ」に搭載されたものが、ゴジラの動きを封じるため、グラントウキョウなどの東京駅周辺の高層ビル群に向けて発射される。
『沈黙の戦艦』
アイオワ級戦艦「ミズーリ」を乗っ取ったテロリストたちが、搭載されていた核弾頭搭載型トマホークをブラック・マーケットに売り飛ばそうとする。終盤では、主人公のケイシー・ライバックたちに計画を邪魔されたことで堪忍袋の緒が切れたテロリストのリーダーによって、核弾頭搭載型2発がホノルルに向けて発射されてしまう。
『トップガン マーヴェリック』
タイコンデロガ級ミサイル巡洋艦から多数が発射され、敵空軍基地を先制破壊する。
『バトルシップ』
アーレイ・バーク級ミサイル駆逐艦「ジョン・ポール・ジョーンズ」に搭載されたものが、エイリアンの侵略兵器に対して使用される。エイリアンの電波妨害によってレーダーやGPSが使えなくなったため、まっすぐ飛翔させることしかできなくなったが、津波ブイによって判明した目標の位置から未来位置を予測することで命中させることに成功する。
『ミッドナイト・イーグル』
核爆弾に近づく某国工作員たちを殲滅するため、日本国政府からの要請で、日本海にいる架空のロサンゼルス級原子力潜水艦「セント・バージニア」に搭載されたものが、日本アルプスに向けて発射される。
『トランスフォーマー/ダークサイド・ムーン』

### アニメ・漫画
『こちら葛飾区亀有公園前派出所』
TVスペシャル「大ハード!両津勘吉は二度死ぬ」にて、ドルフィン刑事が使用する。
『ジパング』
第二次世界大戦時へタイムスリップした架空のイージス護衛艦「みらい」の搭載兵器として、BGM-109Bが登場。空母「ワスプ」と大和型戦艦「大和」に対して使用される。
『戦海の剣-死闘-』
海上自衛隊の架空潜水艦「くろしお」の搭載兵器として登場。空母「剣」や日本各地のコンビナート、都市に対して使用される。
『タイドライン・ブルー』
架空の戦略型原子力潜水艦「ユリシーズ」の搭載兵器として登場。ヤビツに対する攻撃に使用される。
『沈黙の艦隊』
第150話にて、架空のタイコンデロガ級ミサイル巡洋艦「サン・シャントン」に搭載されたものが、日本の野党「鏡水会」党首と会談するため北極海に浮上する、原子力潜水艦「やまと」に対して使用するため、Mk.13に装填される。なお、実際のタイコンデロガ級はMk.13を装備しておらず、また、Mk.13でトマホークを運用することはできない。
実写版では「やまと」の搭載兵器として潜水艦発射型トマホークが登場。原作におけるハープーンの役割を担っており、これが通常弾頭か核弾頭なのかが重要な要素となる。
『東のエデン』
あたご型護衛艦の搭載兵器として登場。「60発のミサイル事件」において、あたご型4隻から日本の主要政令都市に向けて合計60発が発射されるが、航空自衛隊の地対空誘導弾ペトリオットやF-15Jによる迎撃で全弾撃墜された。
『魔法少女まどか☆マギカ』
TV放送版第11話・劇場版後編にて、暁美ほむらが使用する。
『まりかセヴン』
第14話で在日米軍が怪獣ガライバに対して相模湾から発射し、同時に出撃させた大量のMQ-1 プレデターとの併用で物量攻撃を仕掛けるが、岩石のような硬い皮膚を持つガライバには効かず反って怒らせてしまう。最終的には田子ノ浦の発案で怒ったことにより急激に上がった体温を湖で急激に冷やされ、皮膚が脆くなったところを第2陣で撃破した。
『ルパン三世』シリーズ
『ルパン三世 ルパンVS複製人間』
洋上を低空で飛行し、無数のICBMやALCMと共にマモーの本拠地へ撃ち込まれる。
『ルパン三世 ナポレオンの辞書を奪え』
ルパン一味を攻撃するCIAや多国籍軍が使用する。作中では、次元大介が性能について解説する場面があり、軍艦だけでなく車両に搭載されたランチャーからも発射されている。

### 小説
『ミッドナイトイーグル』
上記の映画『ミッドナイト・イーグル』の原作小説。架空型「BGM-109X」が登場。日本アルプスに墜落した架空の米軍爆撃機B-3Aミッドナイトイーグルに近づく工作員たちを殲滅するため、日本国政府からの要請で、日本海にいるロサンゼルス級原子力潜水艦「SSN-721 シカゴ」に搭載されたものが発射される。
『ルーントルーパーズ 自衛隊漂流戦記』
異世界へ飛ばされた架空のイージス護衛艦「いぶき」に搭載されていた極秘兵器として、タクティカル・トマホークが登場。内陸にある魔法陣地への攻撃に使用される。

### ゲーム
『Modern Warships』
プレイヤーが使用できる武装として登場。
『バトルフィールド4』
司令官モードのコマンドとして、指定座標にトマホークを発射できる。
『ペルソナ4』
クマのペルソナ「キントキドウジ」が掲げている。本編中で武器として使用することは無いが、アニメ版や格闘ゲームでは攻撃に使用する。